# Maurice Ascalon

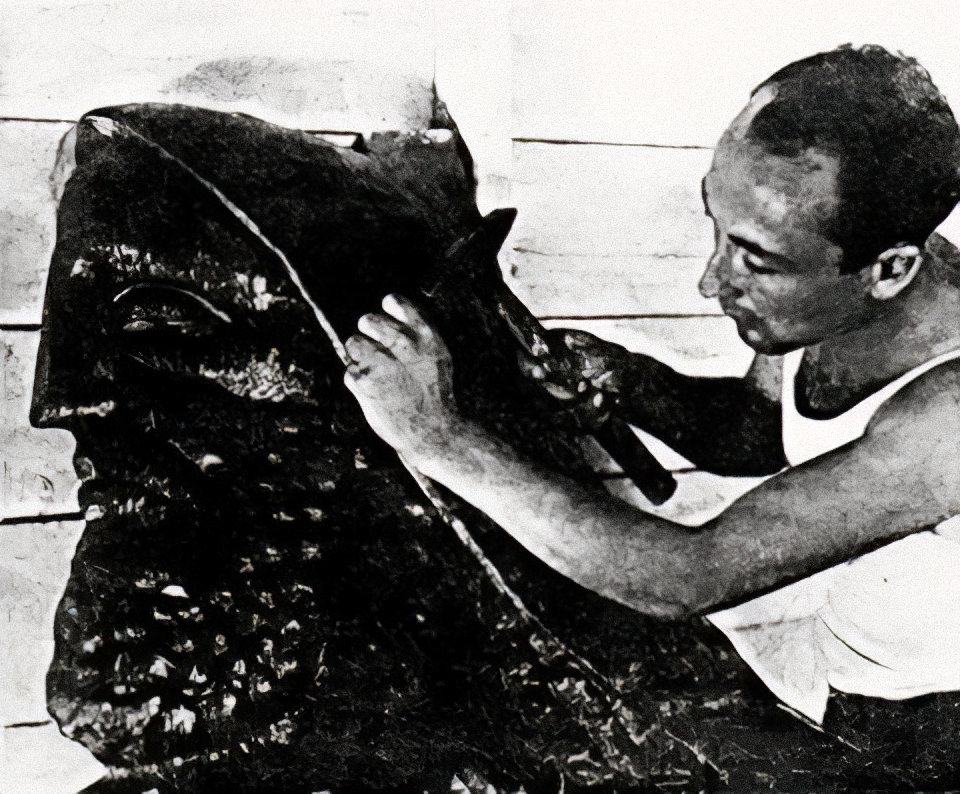
Maurice Ascalon martelando "The Scholar, The Laborer, and The Toiler of the Soil" para a Feira Mundial de Nova York de 1939

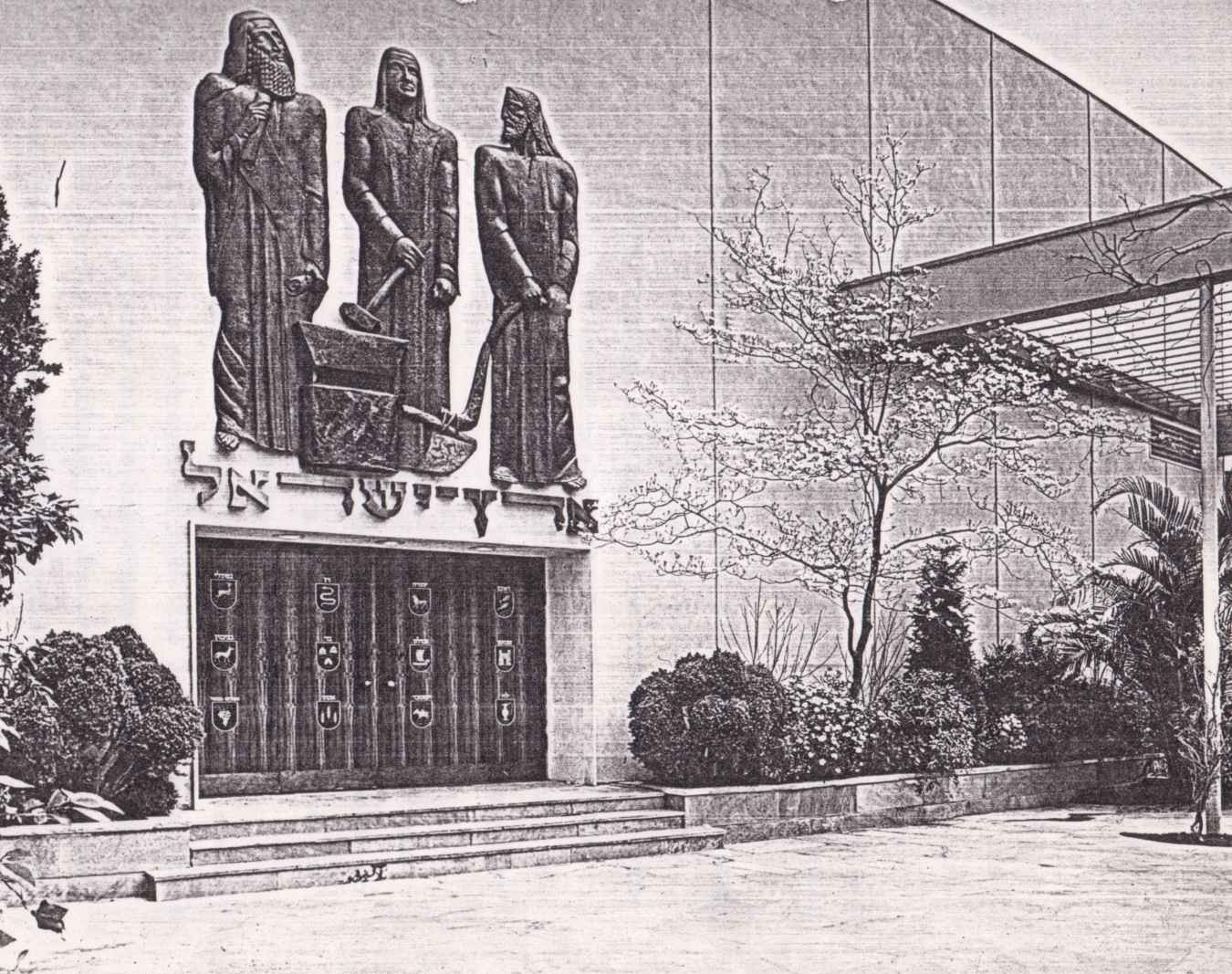
Escultura em relevo de cobre "The Scholar, The Laborer, and The Toiler of the Soil" de Maurice Ascalon. Adornou a fachada do Pavilhão da Palestina Judaica da Feira Mundial de Nova York de 1939

Maurice Ascalon (em hebraico:מוריס אשקלון), ⁣1913-2003, foi um designer e escultor israelita. Ele foi, segundo alguns relatos, considerado o pai do movimento moderno de artes decorativas israelitas.

## Biografia
Moshe Klein (mais tarde Maurice Ascalon) nasceu no leste da Hungria (na cidade de Fehérgyarmat ). Desde tenra idade, ele foi atraído pela arte, que era mal vista no " shtetl " húngaro oriental em que foi criado. Quando tinha 15 anos, Klein deixou a sua casa de infância para estudar arte na Académie Royale des Beaux-Arts em Bruxelas. Ele levou consigo um conhecimento dos rituais e tradições judaicas, conhecimento esse que mais tarde incorporou em seu trabalho.
Em 1934, após realizar a sua formação artística formal em Bruxelas e, mais tarde, em Milão, Maurice Ascalon emigrou para a terra de Israel (na altura, Mandato Britânico da Palestina). Lá ele conheceu a sua futura esposa, Zipora Kartujinsky, uma judia nascida na Polônia, neta do distinto cartógrafo e cientista de mesmo sobrenome. (Zipora, que morreu em 1982, tornou-se uma escultora por conta própria no final de sua vida, criando baixos-relevos retratando a vida de shtetl da sua infância).

## Carreira artística
Em 1939, Maurice Ascalon desenhou e criou a enorme escultura de 4,3 metros de cobre em relevo, de três figuras, "The Scholar, The Laborer, and The Toiler of the Soil", que adornou a fachada do Pavilhão da Palestina Judaica da Feira Mundial de Nova York de 1939. Ascalon foi contratado para criar este trabalho para o Pavilhão, historicamente significativo, que apresentou ao mundo o conceito de um estado judeu moderno. (A obra agora faz parte da coleção do Spertus Institute for Jewish Learning and Leadership em Chicago. )
No final da década de 1930, Ascalon fundou uma empresa israelita de fabricação de artes decorativas, a Pal-Bell, que produzia menorás de bronze e latão, outras artes decorativas judaicas e seculares, e itens funcionais exportados em grande número em todo o mundo. Os projetos de Maurice Ascalon, alguns art déco, outros mais tradicionais, introduziram o uso de uma pátina verde induzida quimicamente (⁣verdete) na metalurgia israelita. Durante a Guerra pela Independência de Israel em 1948, ele projetou munições para o exército israelita e, a pedido do governo israelita, adaptou a sua fábrica para produzir munições para a guerra. Em 1956, Maurice emigrou para os Estados Unidos.
Durante a última parte da década de 1950 até a década de 1960, Maurice residiu em Nova York e Los Angeles. Ele ganhou a reputação de mestre ourives, criando coroas de Torá e outros objetos da arte cerimonial judaica, para as sinagogas. Durante um tempo, ele ensinou escultura na faculdade de belas-artes da University of Judaism (agora a American Jewish University) em Los Angeles.
No final dos anos 1970, Ascalon Studios, mudou-se para a região da Filadélfia. Tornou-se (e ainda é hoje, sob a direção do filho de Maurice, David Ascalon) um estúdio de arte multifacetado dedicado ao design e criação de arte específica para cultos e espaços públicos.
Em fevereiro de 2003, Maurice Ascalon comemorou o seu 90º aniversário em Cuernavaca, México, onde morava com o seu filho mais velho, Adir Ascalon (Adir era um pintor e escultor surrealista que colaborou com o notável muralista mexicano David Alfaro Siqueiros ). Em agosto de 2003, Maurice Ascalon sucumbiu a complicações relacionadas à doença de Parkinson.
As encomendas de Maurice Ascalon incluem instalações permanentes em locais de culto e espaços públicos nos Estados Unidos, México e Israel. As suas obras foram exibidas e estão entre as coleções de instituições como o Museu Judaico (Nova York), o Museu de História Judaica Americana na Filadélfia, o Instituto Spertus para Aprendizagem e Liderança Judaica em Chicago, o Museu Eretz Israel em Tel Aviv e da Universidade do Judaísmo em Los Angeles.